# Уткучы
Уткучы — персонаж шаманского культа коренных народов Алтая.

## Место в «иерархии духов»
Уткучы считается одним из небесных духов (духов «верхнего» мира). Исполняет роль посланника верховного духа Ульгеня. Живёт только на небе, на землю не спускается. Буквальный перевод имени этого духа — «приветливо встречающий».

## Роль в общении с шаманами
Основная миссия Уткучы — передавать волю высшего божества шаманам, которые «поднимались на небо» в результате камлания. Считалось, что Ульгень, увидев камлающего шамана, высылал Уткучы ему навстречу. Встреча происходила на так называемом «пятом слое неба», который располагался у Полярной звезды: выше этого слоя, туда, где обитал Ульгень (алтайцы верили, что от земли его отделяет от семи до девяти «препятствий»-слоев), шаманам проникать не разрешалось. Полярная звезда иначе называлась «Золотой Кол» (Алтын Казык) и считалась «пограничной точкой», где осуществляются контакты между мирами.
Уткучы слушал шамана, забирал у него жертвенное животное и отводил его к Ульгеню, передавая тому слова камлавшего. Возвратившись, Уткучы озвучивал волю верховного божества и давал шаману гусей, которые доставляли его на землю.